# Polygala verticillata
Polygala verticillata är en jungfrulinsväxtart som beskrevs av Carl von Linné. Polygala verticillata ingår i släktet jungfrulinssläktet, och familjen jungfrulinsväxter. Utöver nominatformen finns också underarten P. v. isocycla.

## Bildgalleri

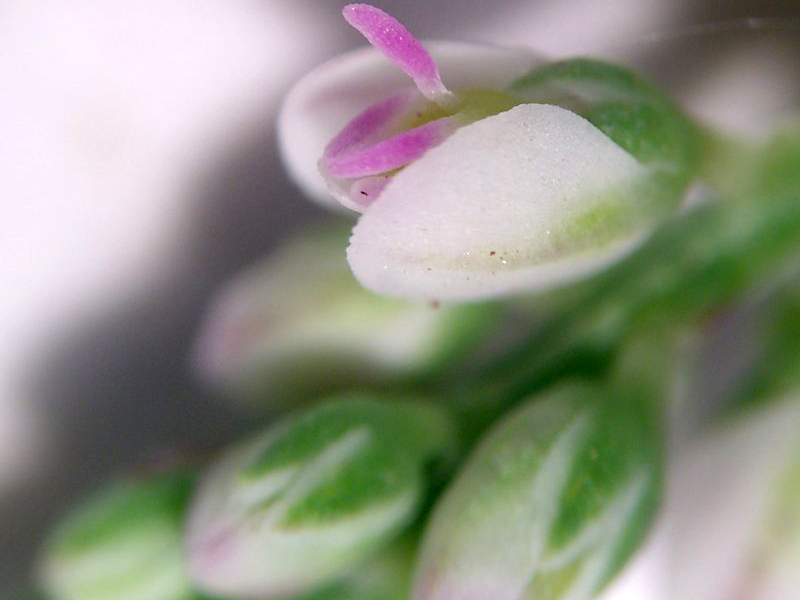
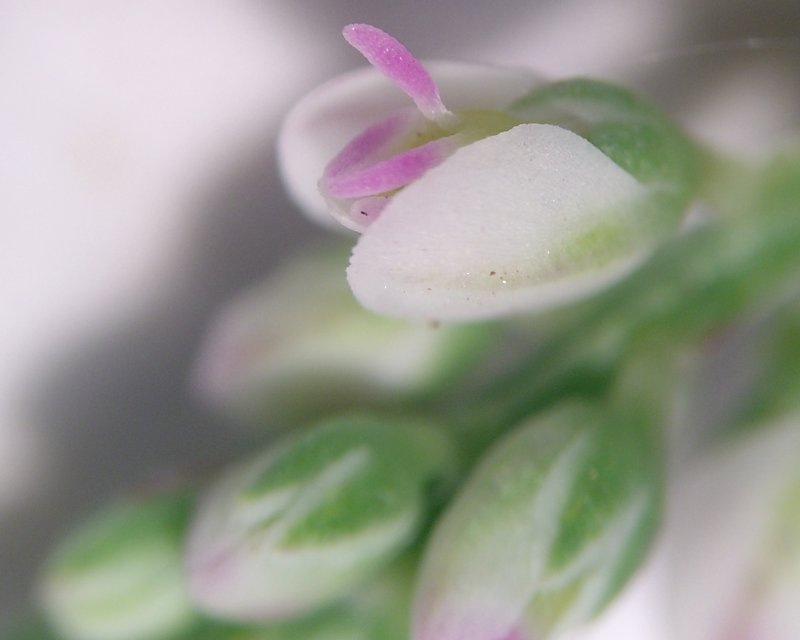